# Esther Réthy

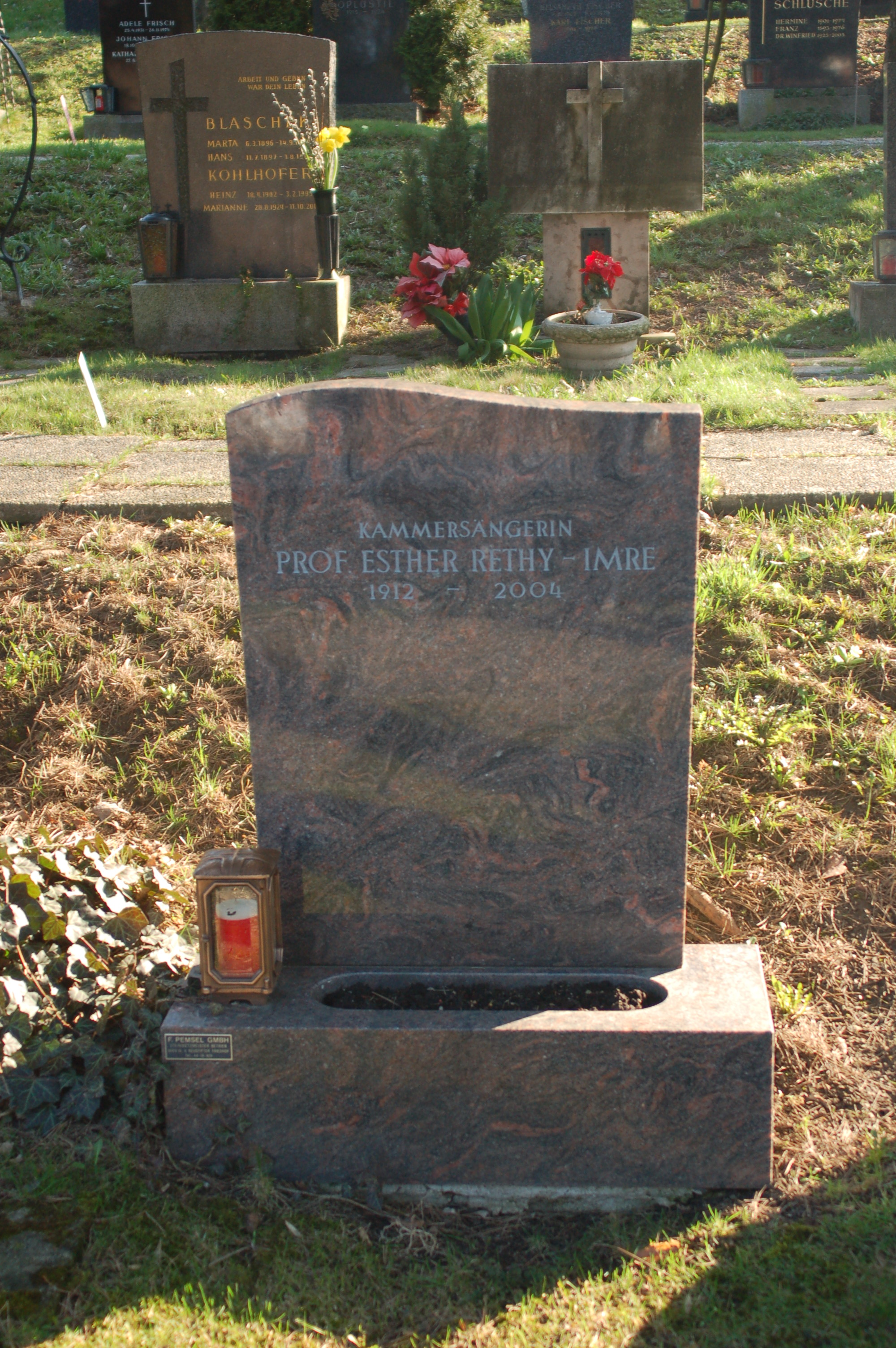
Grabmal auf dem Neustifter Friedhof – (24-10-38)

Violet Esther Réthy (* 22. Oktober 1912 in Budapest, Österreich-Ungarn; † 28. Januar 2004 in Wien) war eine ungarische Opernsängerin (Sopran).

## Leben
Réthy wurde in Budapest von Magda Rigó und Wien ausgebildet und hatte ihr Debüt 1934 in Budapest, wo sie ab dieser Zeit ein Engagement hatte. Sie wurde in der Folge von Bruno Walter entdeckt und war zwischen 1937 und 1949 Mitglied der Wiener Staatsoper. Sie trat zudem zwischen 1937 und 1941 sowie ab 1950 bei den Salzburger Festspielen auf, ein Engagement an der New Yorker Met scheiterte 1940 am Zweiten Weltkrieg. Dafür gehörte sie zwischen 1941 und 1944 auch dem Ensemble der Budapester Nationaloper an. Réthy stand 1944 auf der Gottbegnadeten-Liste.
Réthy trat zudem bei den Bregenzer Festspielen auf und absolvierte Gastspiele in Brüssel, München, in der Schweiz und in der Türkei. Zwischen 1949 und 1972 sang sie an der Volksoper Wien und trat insbesondere in Operetten auf. Als Lehrerin war sie ab 1954 am Konservatorium der Stadt Wien, ab 1971 an der Wiener Musikhochschule aktiv.
Réthy war in erster Ehe mit dem Dirigenten Anton Paulik, in zweiter Ehe mit Vinzenz Imre verheiratet. In ihrer zweiten Ehe wurde ihr Sohn, der Dirigent László Imre, geboren.

## Auszeichnungen
- Kammersängerin 1948
- Ehrenmitglied der Wiener Staatsoper (1975)
- Ehrenmitglied der Volksoper Wien
- Goldenes Ehrenzeichen für Verdienste um die Republik Österreich (1958)
- Berufstitel Professor (1967)
- Ehrenmedaille der Bundeshauptstadt Wien in Gold (1978)
- Goldenes Diplom der Franz Liszt-Hochschule (1983)